# Luna E-8 No.201
A Luna E-8 No.201, também conhecida como Luna Ye-8 No.201 e identificada pela NASA como Luna 1969A, foi uma das três missões usando a plataforma E-8, para o Programa Luna (um projeto soviético), tinha como objetivo, efetuar pousos suaves na Lua e liberar um veículo do tipo rover para se deslocar e efetuar pesquisas em solo lunar.
A Luna E-8 No.201, pesando 5.590 kg, foi lançada as 06:48:15 UTC de 19 de Fevereiro de 1969, por um Proton-K/Bloco-D, a partir da plataforma 81/24 do cosmódromo de Baikonur. A sua intenção, era efetuar um pouso suave na Lua, e lá liberar um rover do tipo Lunokhod. Ela carregava o Lunokhod No.201.
Uma falha no primeiro estágio logo após o lançamento, resultou na queda do foguete a aproximadamente 15 km da plataforma de lançamento.